# Читунгвіза
Читунгвіза (англ. Chitungwiza) — місто в Зімбабве, розташоване в провінції Східний Машоналенд.

## Історія
Поселення Читунгвіза було сформовано в 1978 році з трьох селищ: Секе, Зенгеза і Сейнт-Меріс. У 1981 році поселення отримало статус міста. Читунгвіза є найбільш динамічно розвиваючимся міським центром в Зімбабве. Так як Читунгвіза розташована недалеко від Хараре, багато людей їздять до столиці на роботу.

## Географія
Розташоване приблизно за 30 км на південь від Хараре. Висота центру міста становить 1448 метрів над рівнем моря.

## Демографія
Населення міста по роках:
| 1982   | 1992   | 2002   | 2012   |
| ------ | ------ | ------ | ------ |
| 172566 | 274912 | 321782 | 365026 |